# Томас Севері
Томас Севері (англ. Thomas Savery; бл. 1650–1715) — англійський винахідник, народився в Шілстоні поблизу Модбері, Девон, Англія. Відомий завдяки винаходу першої парової машини, яка знайшла виробниче використання.

## Кар'єра
Севері був військовим інженером, отримав підвищення у званні капітана у 1702 році, проводив свій вільний час за експериментами у механіці. У 1696 році він отримав патент на машину для полірування скла та мармуру, а інший для «веслування суден з більшою легкістю ніж досі міг зробити будь-хто інший», і який був відхилений Адміралтейством через негативну доповідь інспектора флоту Едмунда Даммера.

### Перший механізм парової машини

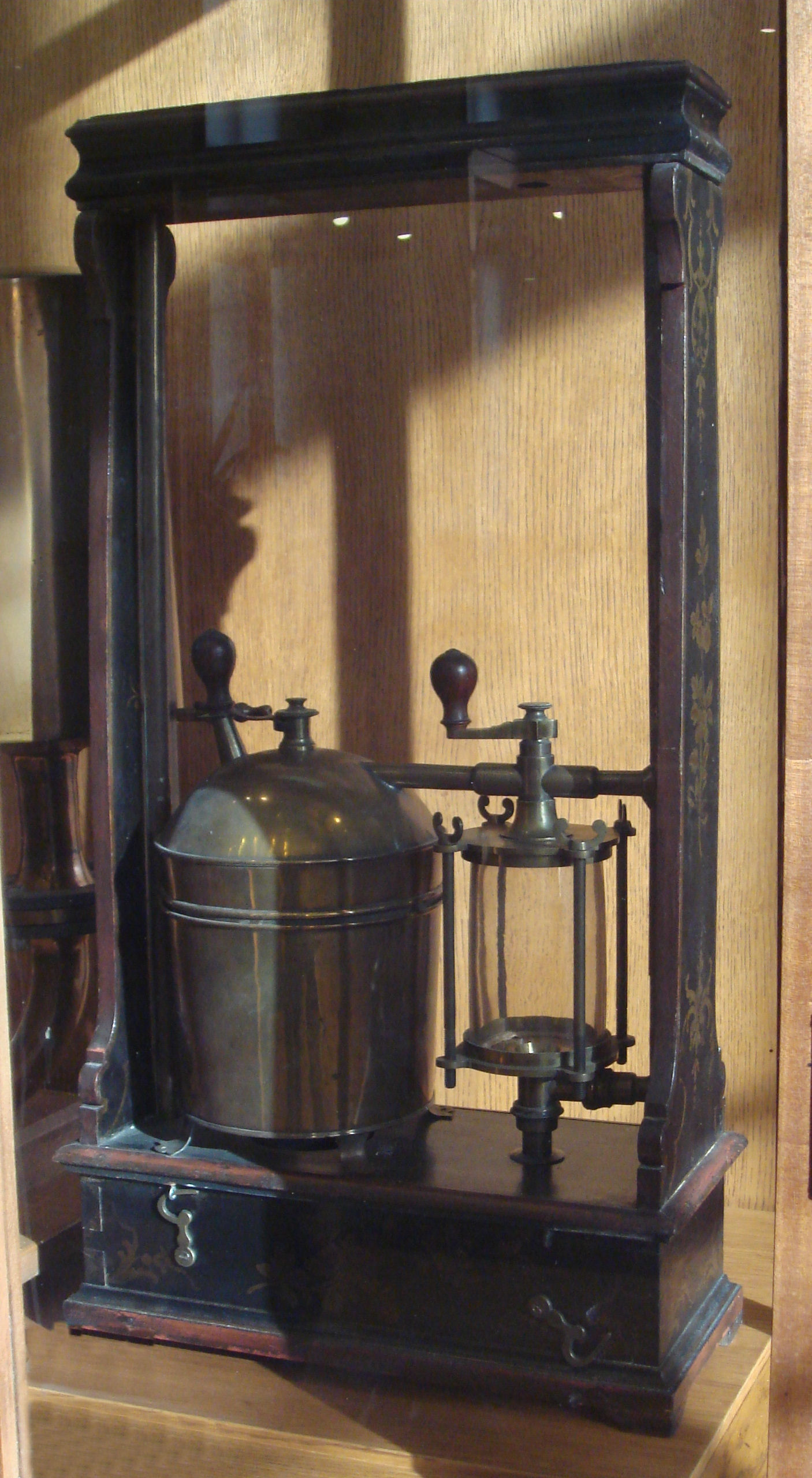
Перший насос системи Севері 1698 р.

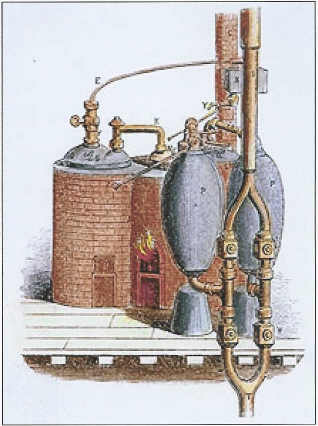
Машина Севері 1698 р.

2 липня 1698 року Севері запатентував перший паровий двигун, «новий винахід для піднімання води для всіх видів млинів за допомогою рухової сили вогню, яка буде мати велике використання та переваги». Він показав його у Лондонському королівському товаристві 14 червня 1699 року. Патент не містив ілюстрації або навіть опису, але у 1702 р. Севері описав машину у своїй книзі Друг шахтаря, або двигун для піднімання води вогнем, в якій він стверджував, що він може відкачувати воду з шахт.
Машина Севері — це паровий насос, а не двигун: у ньому не було циліндра з поршнем, який при своєму переміщенні приводив би щось у рух. Найважливіше в цьому пристрої було те, що пара, необхідна для роботи насоса, утворювався в окремому котлі. Відбувалося це так. У котлі, який безперервно опалювали, утворювалася пара. Відкриваючи кран на трубі, можна було впускати пару у насосний резервуар. Від нього відходили дві труби: одна (всмоктувальна) опускалася в шахту, інша (нагнітальна) проходила до стічного жолоба.
Коли в резервуар впускали пару, він починав виштовхувати наявну в ньому воду по нагнітальній трубі у стічний жолоб. Потім подачу пари припиняли і по спеціальній трубці впускали в резервуар холодну воду. Пара конденсувалася, перетворюючись на воду, що займала невеликий об'єм, і в резервуарі утворювалося розрідження, тобто знижений тиск. Вода з шахти, що витіснялася атмосферним тиском, спрямовувалася по всмоктувальній трубі у «порожній» резервуар. На всмоктувальній та нагнітальних трубах були встановлені клапани, пропускали воду тільки з шахти в резервуар і з резервуару в стічний жолоб, у зворотному ж напрямку вони воду не пропускали.
Севері досить обережно відносився до того, наскільки потужним був його насос, і був першим, хто використав термін «кінська сила». У насоса Севері були серйозні недоліки: він був малопотужним, «з'їдав» під час роботи дуже багато палива, працював переривчасто — вода відкачувалася окремими порціями. Його не можна було використовувати як універсальний двигун для приводу різних машин і механізмів, так як вони в більшості своїй працюють безперервно. Тим не менш установка Севері допомогла винахідникам сприйняти просту думку, що в парових машинах слід користуватися готовою парою з окремого котла.